# Eishockey in Kapfenberg
Eishockey gehörte seit jeher in Kapfenberg (Steiermark) zu den beliebtesten Sportarten und wurde nach dem Zweiten Weltkrieg zunächst bei der Kapfenberger Sportvereinigung betrieben. Der größte Erfolg Kapfenberger Mannschaften sind vier Meistertitel in den jeweils zweithöchsten Spielklassen: die Oberliga-Meisterschaft 1973 sowie die Nationalliga-Meisterschaften in den Spielzeiten 1987/88, 1988/89 und 1998/99.

## Geschichte
Der Verein wurde im Laufe seiner Geschichte aufgrund finanzieller Probleme mehrfach neu gegründet und umbenannt. Die letzte Neugründung erfolgte 2015 als KSV Eishockey.
Zuvor war der Verein ab 1994 unter dem Namen EC Pewag Tigers bekannt, der auf den ehemaligen Hauptsponsor Pewag zurückging. Nach dessen endgültigen Ausstieg im Jahre 2002 musste der Verein sich umbenennen und wählte den Namen KSV IceStars. Bereits davor war der Verein teilweise als KSV Eishockeyclub bekannt, führte aber bis in die frühen 2000er Jahre den ehemaligen Hauptsponsor in seinem Namen. Nach der Übernahme durch Raimund Schmied und dem Wiedereinstieg von Pewag als Sponsor nannte sich der Verein wieder IceTigers.

Logo der Bulls

Im Juni 2009 meldeten die IceTigers Insolvenz an – der dritte Konkurs im Kapfenberger Eishockey innert 30 Jahren. Es wurde angestrebt, den Spielbetrieb als Sparte der Kapfenberg Bulls in der Oberliga fortzusetzen. Dieser Schritt gelang erfolgreich. 
Ab der Saison 2012/13 spielten die Bulls in der neu gegründeten Nationalen Amateur Hockey Liga, der dritthöchsten österreichischen Spielklasse. Dort wurden sie im ersten Jahr Vizemeister. Auch die Saison 2013/14 verbrachten die Bulls in der NAHL und wurden erneut Vizemeister. In der Best-of-Five-Serie konnten sich der EC Kitzbühel durchsetzen.
Vor der Saison 2014/15 wurde der Eishockeyverein erneut umgewandelt und die Ära der Bulls beendet. Der neue Verein hieß HC Steelers Kapfenberg und stieg unter der Führung von Sportdirektor Jiří Hála als Zweigverein der Kapfenberger SV in die Inter-National-League ein. Ziel dieser Umstrukturierung war die Professionalisierung des Kapfenberger Eishockeys inklusive neuer Mitarbeiter im Management und einiger Profispieler. Das erste Pflichtspiel der HC Steelers fand am 20. September 2014 vor rund 2000 Zusehern in der Kapfenberger Eishalle statt, wobei die Steelers dem EK Zell am See mit 0:2 unterlagen. Nachdem die Steelers Ende Mai 2015 von der Kapfenberger Sportvereinigung ausgeschlossen wurde, wurde der erst 14 Monate zuvor gegründete Verein mit sofortiger Wirkung wieder aufgelöst. Zum Zeitpunkt des Ausschlusses soll der kolportierte Schuldenstand des Vereins rund 120.000 Euro betragen und die Spieler seit Monaten ausstehende Gehälter gehabt haben. Bereits Anfang März 2015 sprach Cheftrainer Štefan Mikeš in einem Interview mit der Kleinen Zeitung von den vor allem finanziellen Problemen des Klubs; bereits davor waren einige Spieler und der Co-Trainer aufgrund dieser Umstände abgewandert. Cheftrainer Mikeš gab bereits einen Monat zuvor seinen Wechsel zum HC AZ Havířov 2010 bekannt.
Noch bevor am 9. Juli 2015 über das Vermögen des Hockey Club STEELERS Kapfenberg ein Insolvenzverfahren eröffnet wurde, wobei einer Aktiva von 2.000 € eine Passiva in Höhe von 139.000 € gegenüberstand, wurde in Kapfenberg bereits ein neuer Eishockeyverein gegründet. Mitte Juni 2015 wurde die Gründung des Vereins KSV Eishockey bekanntgegeben, wobei die Kapfenberger Sportvereinigung wieder als Dachverein agierte. Obgleich noch bestehender finanzieller Probleme wurde am 15. Juli 2015 die Teilnahme des Vereins an der Inter-National-League bestätigt.
Nach nur einem Jahr in Österreichs zweithöchster Spielklasse, zog man sich zur Saison 2016/17 in die steirische Eliteliga zurück um nicht wieder in finanziellen Problemen zu ersticken.
2018 schloss sich der KSV der neu gegründeten Österreichischen Amateur Hockey Liga (ÖAHL) an. In der einzigen Saison des Wettbewerbs dominierte Kapfenberg die Liga und wurde mit 19 Siegen aus insgesamt 20 Spielen Meister. Nach dem Ende der ÖAHL gab der KSV die Rückkehr in die Steirische Eliteliga bekannt.